# كرتون نتورك (هولندا)
كرتون نتورك (هولندا) هي قناة رسوم متحركة تلفزيونية هولندية تابعة لشبكة قنوات كرتون نتورك تبث القناة فقط في هولندا وبلجيكا، وهذه النسخة متاحة باللغتين الهولندية والإنكليزية. ويقدم بعض مقدمي الخدمات اللغة الهولندية فقط.

## العروض
تعرض قناة كرتون نتورك (هولندا) كغيرها من قنوات كرتون نتورك العروض الخاصة بكرتون نتورك والعروض التي تعرض على قناة كرتون نتورك (هولندا) هي:
- غامبول
- الدببة الثلاثة
- وقت المغامرة
- بن 10
- فتيات القوة (مسلسل تلفزيوني 2016)
- فتيات القوة
- أبطال التايتنز انطلقوا
- يونيكيتي!
- ديسي سوبر هيرو غيرلز
- كلارنس
- العم جدو
- العرض العادي
- منزل فوستر للأصدقاء الخياليين
- ديكستر
- أولاد الجيران
- كامب لازلو
- توم وجيري
- عرض توم وجيري (مسلسل 2014)
- ماو ماو: أبطال وادي القلب الطيب
- النمور الصاعقة هاووو